# Lisove, Prîlukî
Lisove (în ucraineană Лісове) este un sat în comuna Smoș din raionul Prîlukî, regiunea Cernihiv, Ucraina.

## Demografie
Componența lingvistică a localității Lisove
     Ucraineană (98,75%)
     Rusă (1,25%)
Conform recensământului din 2001, majoritatea populației localității Lisove era vorbitoare de ucraineană (98,75%), existând în minoritate și vorbitori de rusă (1,25%).